# Gouvernement Maamau II
Le gouvernement Maamau II est le gouvernement nommé par le président de la république des Kiribati, Taneti Maamau, après sa défaite aux élections législatives d'avril 2020 mais sa victoire à l'élection présidentielle de juin 2020 qui marque le début de son second mandat.
Il nomme le cabinet ci-dessous, qui entre en fonction le 2 juillet,. 
| Fonction                                                                                      | Ministre          | Remarques |
| --------------------------------------------------------------------------------------------- | ----------------- | --------- |
| Vice-président de la République, Ministre des Finances et du Développement économique         | Teuea Toatu       |           |
| Ministre des Infrastructures, et des Énergies renouvelables                                   | Willie Tokataake  |           |
| Ministre de l'Environnement, des Terres et de l'Agriculture                                   | Ruateki Tekaiara  |           |
| Ministre de l'Intérieur                                                                       | Boutu Bateriki    |           |
| Ministre des Femmes, de la Jeunesse, des Sports et des Affaires sociales                      | Martin Moreti     |           |
| Ministre des Pêcheries et des Ressources maritimes                                            | Ribanataake Tiwau |           |
| Ministre du Commerce, des Industries et des Coopératives                                      | Bootii Nauan      |           |
| Ministre de l'Emploi et du Développement des ressources humaines                              | Taabeta Teakai    |           |
| Ministre de la Santé et des Services médicaux                                                 | Tinte Itinteang   |           |
| Ministre de l'Éducation                                                                       | Alexander Teabo   |           |
| Ministre du Développement des îles de la Ligne et des îles Phœnix                             | Mikarite Temari   |           |
| Ministre de l'Information, des Communications, des Transports et du Développement du tourisme | Tekeua Tarati     |           |
| Ministre de la Justice                                                                        | Tarakabu Tofinga  |           |